# Thomas Stuer-Lauridsen
Thomas Stuer-Lauridsen, né le 29 avril 1971 à Hørsholm au Danemark, est un joueur de badminton danois.
Il est médaillé de bronze en simple  aux Jeux olympiques d'été de 1992 à Barcelone, aux Championnats du monde de badminton 1993 et aux Championnats du monde de badminton 1995. Il est le porte-drapeau de la délégation danoise aux Jeux olympiques d'été de 1996 à Atlanta, où il est éliminé au troisième tour. 